# Král Artuš

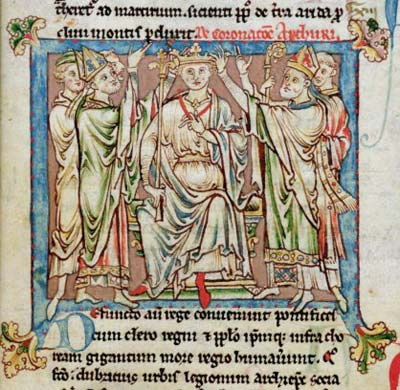
Král Artuš - miniatura z díla Flores Historiarum

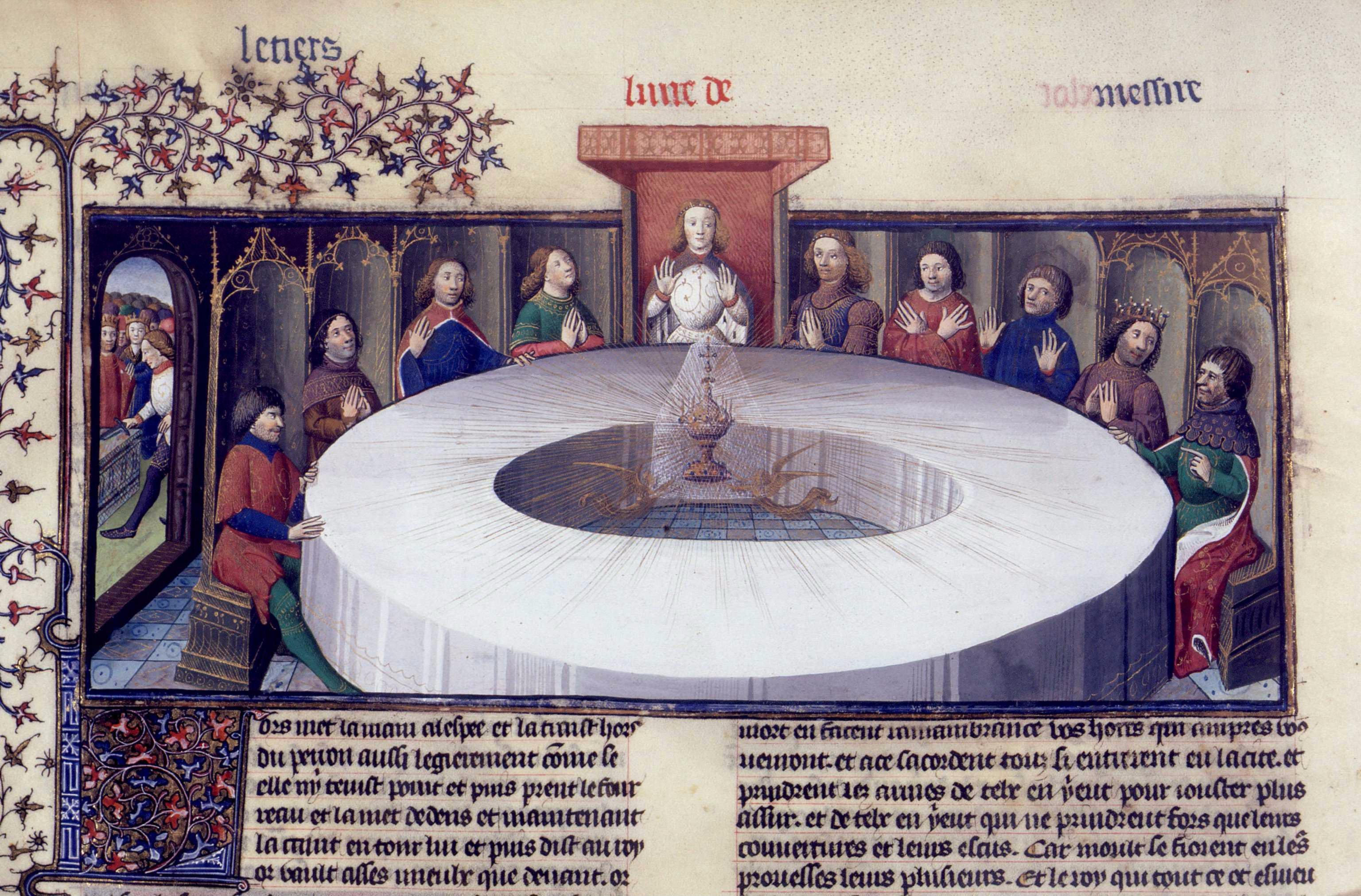
Králi Artušovi a rytířům Kulatého stolu se při letnicích zjevuje Svatý grál, z francouzského iluminovaného rukopisu, 15. století

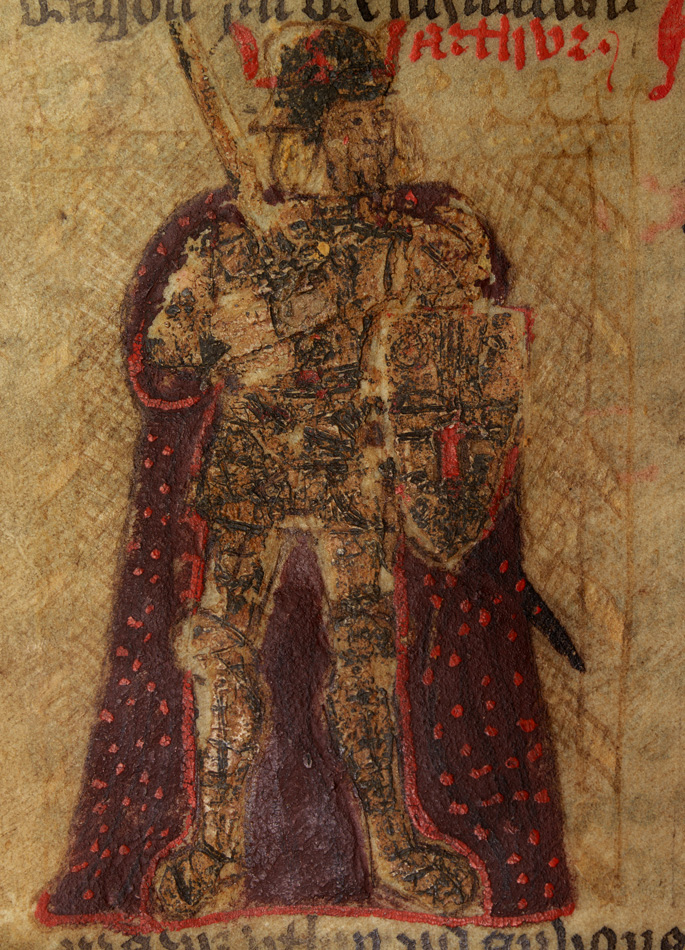
Král Artuš; ilustrace z rukopisu Historie králů Británie, 15. století

Král Artuš (anglicky King Arthur) je bájný britský panovník, který dle středověkých dějepisců a rytířských románů vedl obranu Británie proti Sasům na konci 5. a začátku 6. století. Detaily jeho života jsou převážně díly lidové a literární tvořivosti; současní historici zpochybňují samotnou existenci této postavy. Vzácné zmínky o něm nacházíme například v Annales Cambriae, Historia Brittonum a spisech sv. Gildy. Jeho jméno se objevuje také ve středověké poezii, například v básni Y Gododdin. Své sídlo měl podle legendy na hradě Kamelot.
Postava legendárního Artuše se dostala do mezinárodního povědomí především díky populárnímu dílu Geoffreyho z Monmouthu Historia Regum Britanniae (Historie králů Británie) z 12. století. Objevuje se ovšem i v některých dřívějších velšských a bretaňských příbězích a básních; v těchto dílech je obvykle líčen jako mocný válečník bránící Británii před lidskými i nadpřirozenými nepřáteli, nebo jako kouzelná postava, někdy spojovaná s velšským zásvětím Annwn. Nakolik byly Monmouthovy Dějiny (dokončené přibližně roku 1135) směsicí starších pramenů a nakolik plodem jeho představivosti, není známo.
Ačkoliv se náměty, události a postavy zachycené v jednotlivých zpracováních artušovské legendy často zásadně liší a neexistuje její kanonická verze, Monmouthův král Artuš často sloužil jako vzor pro pozdější příběhy. V jeho díle je Artuš vyobrazen jako král, který porazil Sasy a vytvořil impérium ovládající Británii, Irsko, Island, Norsko a Galii. Mnoho prvků a událostí považovaných dnes za základní součásti artušovského příběhu se objevuje právě v jeho Dějinách, a to včetně Artušova otce Uthera Pendragona, čaroděje Merlina, Artušovy manželky Guinevery, meče Excaliburu, Artušova početí na Tintagelu, závěrečného boje s Mordredem u Camlannu a Artušova posledního odpočinku na Avalonu. Ve 12. století přidal francouzský básník Chrétien de Troyes k legendě postavu Lancelota a motiv putování za Svatým grálem. Jeho dílo položilo základy žánru artušovské romance, který tvořil významný proud ve středověké literatuře. V těchto příbězích pocházejících často z Francie se vyprávění soustřeďuje nejen na postavu Artuše samotného, nýbrž i na jiné postavy, například rytíře kulatého stolu. Artušovská literatura hrála důležitou roli ve středověkém umění, její význam však v následujících stoletích klesal; znovuobnovení zájmu se dočkala až v 19. století. Ve 21. století legenda nadále přežívá nejen v adaptacích literárních, ale i divadelních, filmových, televizních či komiksových.

## Historicita krále Artuše

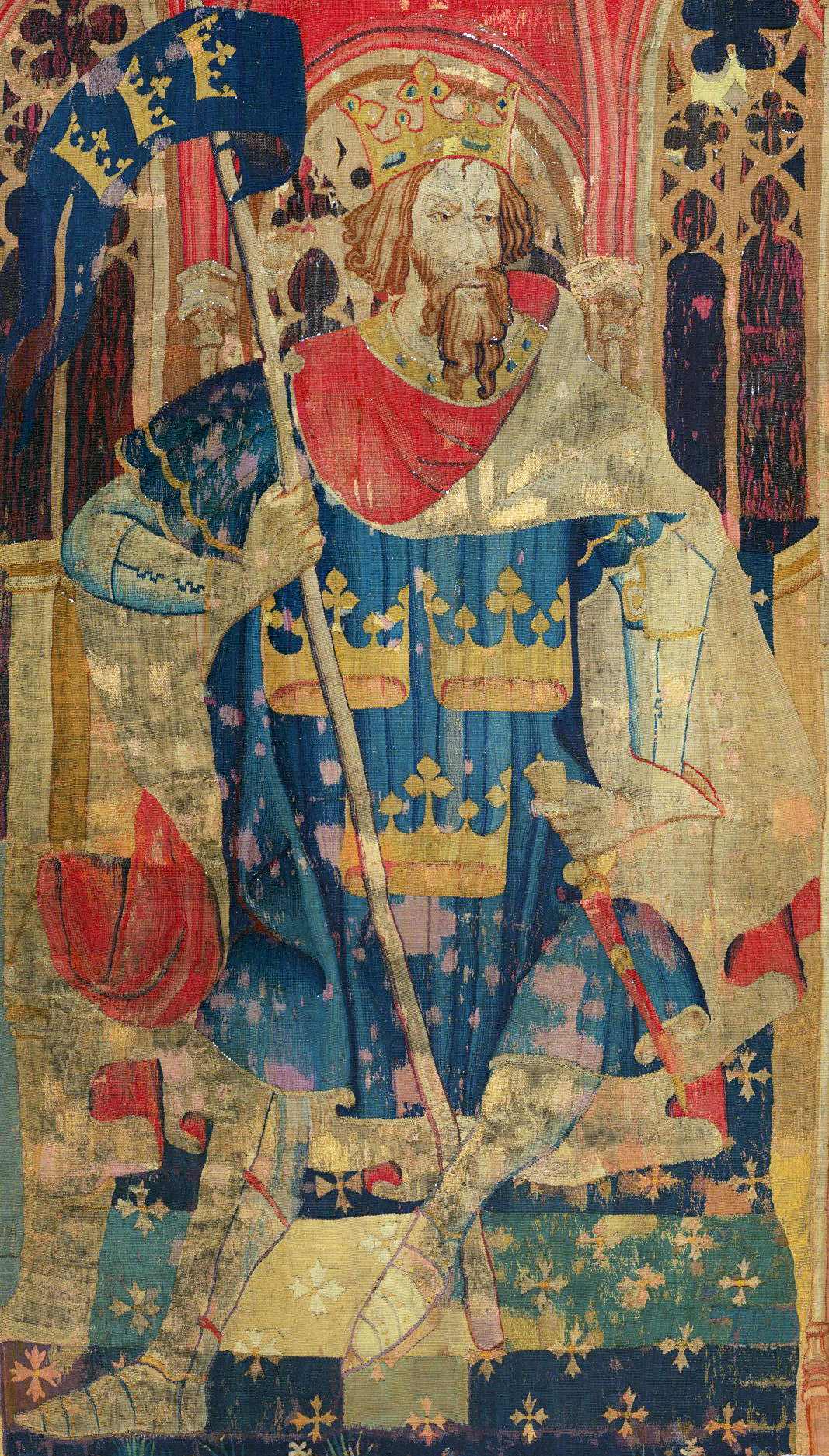
Artuš jako jeden z devíti ctnostných, tapisérie, cca 1385

První dochovaná zmínka o králi Artušovi pochází z latinského textu Historia Brittonum z 9. století, připisovaného v pozdějších rukopisech velšskému kleriku Nenniovi. Tento text je soupisem dvanácti bitev vybojovaných Artušem a vrcholících bitvou o Mons Badonicus, nebo též horu Badon, při níž měl Artuš údajně vlastnoručně pobít 960 mužů. Nedávné studie nicméně zpochybňují důvěryhodnost díla Historia Brittonum. Historické základy artušovské legendy tak i po dlouhé době zůstávají tématem odborné diskuze. Někteří vědci považují Artuše za skutečnou historickou osobnost: římsko-britského vůdce, bojujícího proti invazi Anglů a Sasů na přelomu 5. a 6. století. Svá tvrzení opírají právě o Historii Brittonum a o Annales Cambriae (Velšské letopisy). Tyto letopisy z 10. století také spojují Artuše s bitvou u hory Badon, kterou datují mezi léta 516 a 518. Kromě toho zmiňují i bitvu u Camlannu, v níž měl padnout jak Artuš, tak i Mordred, a která se měla odehrát mezi léty 537 a 539. Tento zápis byl často odborníky interpretován jako potvrzení Historie Brittonum a jako důkaz Artušovy účasti v bitvě u hory Badon. Nicméně pozdější výzkum zpochybnil tyto závěry. Bylo zjištěno, že Annales Cambriae vychází z kroniky, psané ve Walesu teprve od konce 8. století. Navíc kvůli složité historii Letopisů není možné dokázat, že již v té době byly jejich součástí zápisy o Artušovi. Předpokládá se spíše, že k nim byly připojeny v průběhu 10. století a že dřívější verze Annales Cambriae tyto zápisy vůbec neobsahovaly. Samotný zápis o hoře Badon byl pak pravděpodobně převzat z díla Historia Brittonum. Právě nedostatek přesvědčivých důkazů pocházejících z raného středověku je důvodem, proč mnozí současní historici nezmiňují Artuše ve svých pracích o pořímské Británii. Z pohledu současného anglického historika Thomase Charles-Edwardse, „můžeme s ohledem na současný stav výzkumu říci, že docela dobře mohla existovat jistá historická osobnost jménem Artuš, [ale…] nemůžeme o ní říct nic podstatného“. Takovéto přiznání nedostatku informací se však objevilo teprve v nedávné době. Dřívější generace historiků nebyly tak skeptické: například anglický historik John Morris (1913–1977) uspořádal svou knihu The Age of Arthur (Doba Artušova) zabývající se post-římskou Británii a Irskem právě vzhledem k domnělému období vlády Artuše. I přesto se o historickém Artušovi zmiňuje pouze okrajově.

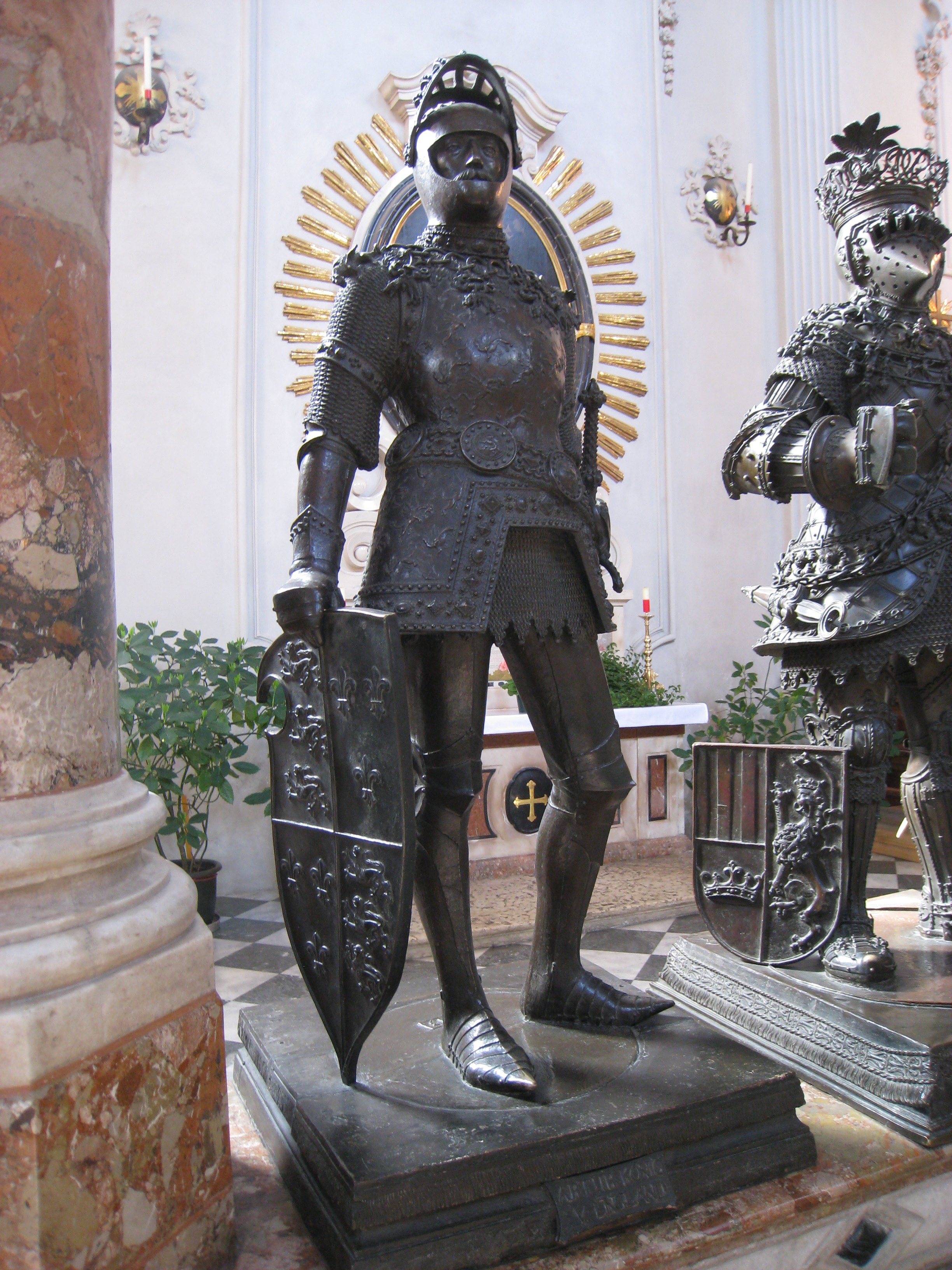
Socha krále Artuše v Hofkirche v Innsbrucku, navržená Albrechtem Dürerem a odlitá Peterem Vischerem starším kolem roku 1520

Jiní historici však tvrdí, že král Artuš ve skutečnosti nikdy neexistoval. Na Morrisovu Dobu Artušovu reagoval anglický archeolog Nowell Myres (1902–1989) poznámkou, že „žádná postava na pomezí historie a mytologie nezpůsobila větší plýtvání časem historiků“. Gildovo polemické dílo De Excidio et Conquestu Britanniae (O zničení a dobytí Británie) ze 6. století, tedy napsané ještě za života pamětníků bitvy u hory Badon, tuto bitvu skutečně zmiňuje, nezmiňuje se ovšem o nikom jménem Artuš. Stejně tak se o něm nezmiňuje ani Anglosaská kronika, ani žádný jiný dochovaný rukopis vytvořený mezi léty 400 a 820. Král Artuš chybí také v Církevní historii národa Anglů Bedy Ctihodného z raného 8. století, ačkoliv i on zmiňuje bitvu u hory Badon. Současný anglický historik David Dumville napsal: „Domnívám se, že se ho [Artuše] můžeme snadno zbavit. Své místo v našich knihách o historii dluží historikům pracujícím metodou 'Není kouře bez ohně' ... věc se má ovšem tak, že neexistují historické důkazy o Artušovi; musíme jej vykázat z naší historie a – především – z titulů našich knih.“
Další skupina odborníků se domnívá, že Artuš byl původně fiktivním hrdinou lidové slovesnosti – nebo snad napůl zapomenutým keltským bohem – kterému byly připsány skutečné činy z dávné minulosti. Jako potvrzení své teorie zmiňují paralelu s postavami kentských totemových koní-bohů Hengesta a Horsy, kteří se později dostali do kronik, když jim Beda Ctihodný přisoudil historickou úlohu v dobytí východní Británie Anglosasy v 5. století.
Předmětem diskuze je i Artušův královský titul. Ani Historia ani Annales jej nenazývají rex: místo toho jej titulují dux bellorum (válečný vůdce) a miles (voják). Jako jejich protiváha pak stojí středověké velšské texty (například Geraint, syn Erbina), které jej nazývají ameraudur (to odpovídá dnešnímu velšskému výrazu ymerawdwr, překládanému jako „císař“).
Historické prameny z post-římského období jsou vzácné, proto nelze očekávat konečnou odpověď ohledně Artušovy existence. Již od 12. století jsou některá místa a sídla označována jako „artušovská“. Archeologové však považují za věrohodná pouze jména nalezená na nápisech obklopených odpovídajícím okolím. Takzvaný Artušův kámen, objevený roku 1998 v ruinách hradu Tintagel v Cornwallu byl obklopen takovýmto okolím, datovaným s jistotou do 6. století, a proto na krátko vyvolal vzrušení ve vědecké obci, později se však ukázal jako neprůkazný. Jiné nápisy zmiňující Artuše, včetně kříže z Glastonbury, jsou zpochybněny jako možné padělky. Ačkoliv několik historických postav bylo považováno za možný předobraz Artuše, nebyl dosud nalezen žádný přesvědčivý důkaz pro tyto teorie.

## Jméno

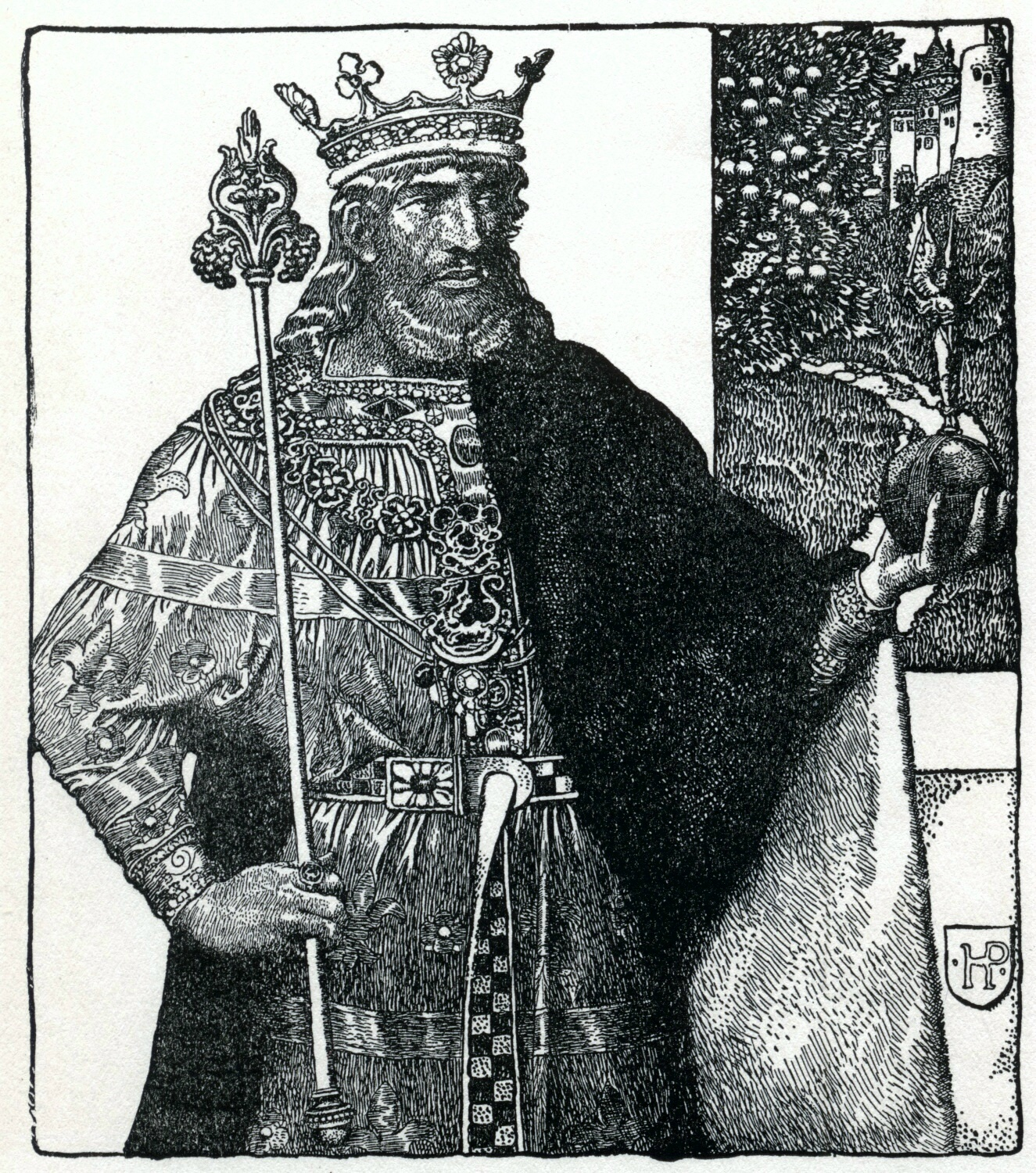
Artuš, král britský, Howarda Pylea z Příběhu krále Artuše a jeho rytířů. (1903)

Původ Artušova jména zůstává předmětem debaty. Někteří historici předpokládají, že se jedná o odvozeninu z římského nomen gentile (příjmení) Artōrius (v některých nářečích lidové latiny změněného na Arturius), jehož původ ovšem není znám (ač se někdy usuzuje na messapský či etruský původ). Oponenti však poukazují na skutečnost, že v raných latinsky psaných artušovských textech se jméno objevuje pouze ve formách Arthur či Arturus, nikdy jako Artōrius. Tento fakt ovšem nijak neodporuje teorii o latinském původu jména, neboť Artōrius by byl při převzetí Velšany (tedy autory těchto raných textů) nejspíše změněn na Art(h)ur.
Původ jména bývá také vysvětlován jako derivát z keltobritského patronyma *Arto-rīg-ios (jehož kořen *arto-rīg- "medvěd-král" můžeme nalézt ve staroirském vlastním jménu Art-ri) přes jeho latinizovanou formu Artōrius. Méně pravděpodobná je obecně rozšířená hypotéza o odvození z velšského arth „medvěd“ + (g)wr „člověk“ (v britonštině *Arto-uiros). Ta ovšem naráží na fonologické nesrovnalosti, neboť britonská složenina *Arto-uiros by byla s nejvyšší pravděpodobností převzata do starovelštiny jako *Artgur, což by pro střední a moderní velštinu odpovídalo tvaru *Arthwr a nikoliv Arthur, jak je Artušovo jméno zapisováno ve velšské poezii. Navíc je zásadně rýmováno se slovy končícími -ur a nikdy se slovy končícími -wr, což dokazuje, že druhá složka nemůže být [g]wr „člověk“.
Jedna z méně rozšířených hypotéz pak tvrdí, že jméno Arthur je odvozeno z Arcturus, jména nejjasnější hvězdy v souhvězdí Pastýře, poblíž souhvězdí Velké medvědice (tvar Arcturus by totiž byl z klasické latiny převzat do velštiny pravděpodobně jako Art(h)ur). Jasnost a pozice této hvězdy měly údajně vést lidi k víře, že se jedná o jakéhosi „strážce medvědice“, což je význam jména Artuš v klasické řečtině, či „vůdce“ ostatních hvězd souhvězdí Pastýře.
Podobně jako anglické Arthur zní také staroirské jméno Artúr, které bylo pravděpodobně odvozeno přímo ze starovelšského či cumbrijského Artur. Prvním historicky doloženým nositelem tohoto jména je syn či vnuk Áedána mac Gabráina (? – 609 n. l.).

## Středověká literární zpracování
Za tvůrce postavy Artuše jak ji známe dnes bývá považován Geoffrey z Monmouthu a jeho pseudohistorické dílo Historia Regum Britanniae, sepsané ve 30. letech 12. století. Středověké artušovské texty jsou proto rozdělovány do dvou skupin:
- Rané texty („předgeoffreyovské“) – vzniknuvší před Monmouthovou Historií (anglicky pre-Galfridian podle latinské verze jména Geoffrey, Galfridius)
- Pozdější texty („postgeoffreyovské“) – vytvořené po Monmouthově Historii (anglicky Galfridian či post-Galfridian). Tyto texty byly obvykle tímto dílem ovlivněny.

### Rané texty

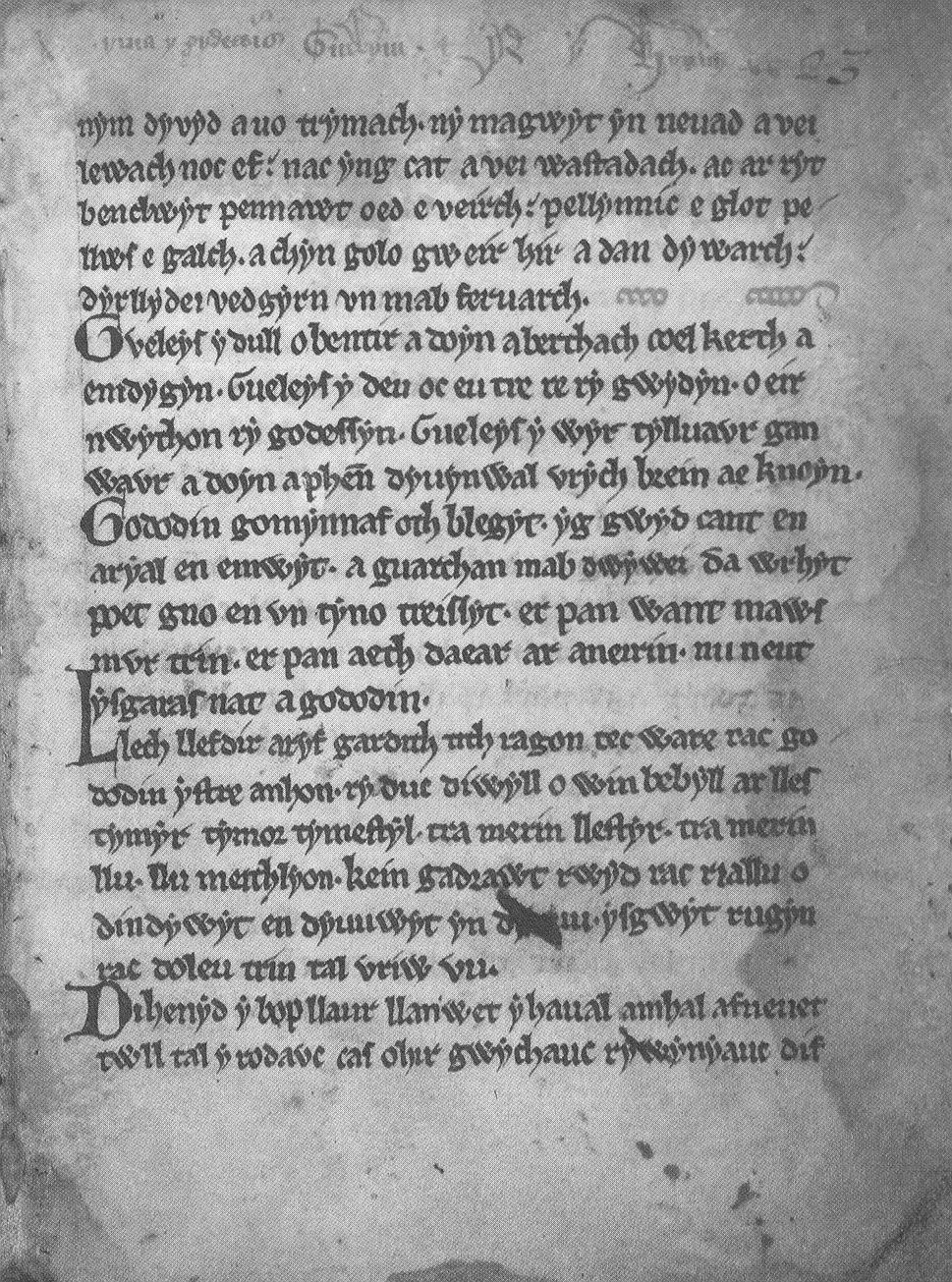
Opis strany z Y Gododdin, jednoho z nejznámějších raných velšských textů, pojednávajících o Artušovi, cca 1275

Nejstarší zmínky o Artušovi nalézáme ve velšských a bretonských spisech. Někteří odborníci chápou Artuše v těchto dílech jako jednotnou literární postavu spíše než mozaiku postav zachycených v různých textech a příbězích. Jedním z nich je Thomas Green, který ve svém pojednání rozlišuje tři základní proudy v zobrazení Artuše v těchto textech. První proud jej zobrazuje jako neporazitelného válečníka a lovce příšer, chránícího Británii před hrozbami zvenčí i zevnitř. Některé tyto hrozby představují lidé (například Sasové v Historii Brittonum), většinou se však jedná o nadpřirozené bytosti, včetně obřích kočičích příšer, pustošivých božských divočáků, draků, psohlavců, obrů a čarodějnic. Druhý proud se opírá o předgeoffreyovská folklorní ztvárnění Artuše jako vůdce družiny nadlidských hrdinů, obývajících odlehlé části kraje (tato folklorní ztvárnění se často pojila s konkrétní oblastí). Třetí proud pak úzce spojuje Artuše s velšským zásvětím Annwn. Na jednu stranu se Artuš v těchto příbězích vydává do zásvětí, aby dobýval tamní tvrze, získal poklady a osvobodil vězně; na druhou stranu jsou však v nejstarších příbězích mnozí členové jeho družiny staří pohanští bohové a jak jeho žena, tak i majetek jasně z Annwnu pocházejí.
K nejznámějším velšským básním pojednávajícím o Artušovi patří část sbírky básní Y Gododdin. Tyto básně oslavují hrdinskou smrt mytických válečníků a jsou připisovány básníku Aneirinovi, žijícímu v 6. století. V jedné ze slok je chváleno hrdinství bojovníka, který měl pobít na 300 nepřátel; přesto je zmíněno, že "nebyl žádný Artuš", tedy, že se Artušovi nemohl vyrovnat. Y Gododdin se dochoval pouze v opisu ze 13. století, takže dnes nelze dokázat, jedná-li se o původní pasáž, či pozdější vsuvku. Tvrzení Johna Kocha, že pasáž pochází nejpozději ze 7. století však bývá považováno za neprokázané; obvykle se hovoří až o 9. nebo 10. století. O Artušovi se zmiňuje také několik básní dříve připisovaných Taliesinovi, básníkovi žijícímu nejspíše v 6. století. V souvislosti s těmito díly se však dnes hovoří spíše o 8. až 12. století. Patří k nim Kadeir Teyrnon (Princův stolec), v němž se mluví o „Artušovi Požehnaném", a dále Preiddeu Annwn (Kořist Annwnu) o Artušově výpravě do zásvětí. Další z básní Marwnat vthyr pen[dragon] (Žalozpěv Uthera Pen(dragona) pojednává o Artušově udatnosti a naznačuje vztah otec-syn mezi Artušem a Utherem Pendragonem.

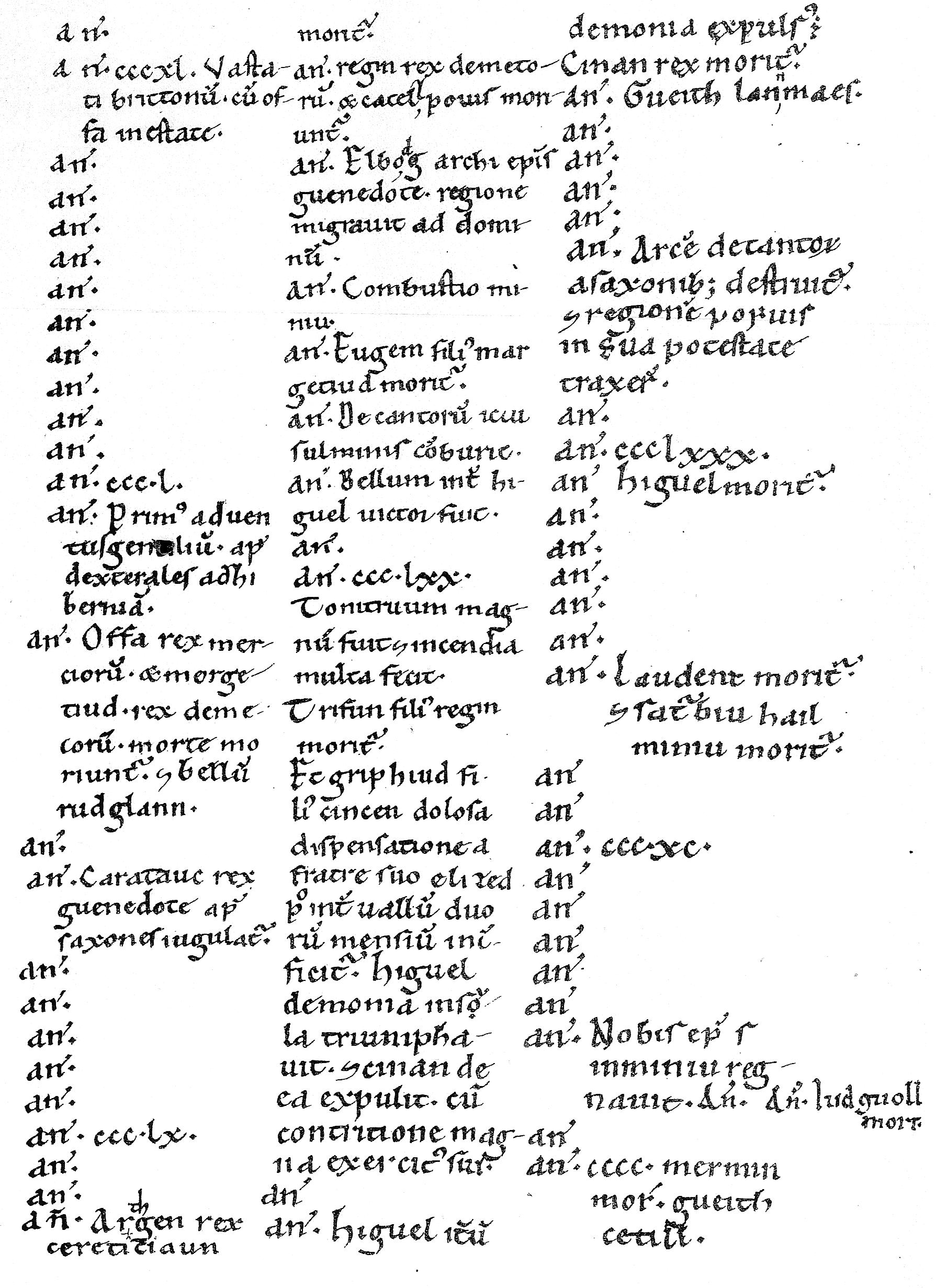
Annales Cambriae z 10. století, přepis v manuskriptu z cca 1100

K dalším raným velšským artušovským textům patří báseň z Černé knihy z Carmarthenu, nazvaná Pa gur yv y porthaur? (Kdo je strážný u brány?). Ta má formu rozhovoru mezi Artušem a strážným u brány tvrze, do níž chce vstoupit. Při tomto rozhovoru Artuš vyjmenovává své činy a jména a zásluhy svých mužů, mimo jiné Ceie (sira Kaye) a Bedwyra (Bedivera). Velšský prozaický příběh Culhwch ac Olwen (Culhwch a Olwen; kolem roku 1100) obsahuje podstatně delší seznam Artušových mužů: jeho družina čítá přes 200 bojovníků, Cei a Bedwyr však opět zaujímají význačná místa. Příběh jako takový vypráví, jak Artuš pomohl svému příbuznému Culhwchovi získat ruku Olwen, dcery Ysbaddadena, náčelníka obrů, splněním několika zdánlivě nemožných úkolů, například ulovení polobožského kance, nazývaného Twrch Trwyth. Tuto epizodu zmiňuje také Historia Brittonum o více než 200 let dříve, kanec se zde však jmenuje Troy(n)t. Kromě toho je Artuš mnohokrát zmíněn ve Velšských triádách, sbírce stručných shrnutí velšských tradic a legend, které jsou utříděny do skupin se třemi vzájemně propojenými postavami či epizodami pro snadnější zapamatování. Pozdější rukopisy Triád jsou částečně ovlivněny dílem Geoffreyho z Monmouthu a kontinentální tradicí, dřívější však nevykazují žádné známky takového vlivu, proto jsou obvykle považovány za odkaz na původní velšské tradice. Nicméně i v těchto již začíná Artušův dvůr zahrnovat celou legendární Británii – pojem „Artušův dvůr“ tak je někdy nahrazen spojením „ostrov Británie“ v triádě Tři XXX z ostrova Británie. Ačkoliv ani Historia Brittonum, ani Annales Cambriae nepřisuzují Artušovi královský titul, v době napsání Triád a Culhwcha a Olwen byl již nazýván „Penteyrnedd yr Ynys hon“ (Přední z vládců tohoto ostrova), panovník Walesu, Cornwallu a britského Severu.
Kromě těchto předgeoffreyovských velšských textů se postava Artuše objevuje také v některých raně středověkých latinských textech. Zmiňuje jej především několik vitae („životů“) britských post-římských světců, žádný z těchto příběhů však dnes není považován za spolehlivý historický pramen (nejstarší z nich pravděpodobně pochází z 11. století). Podle Života sv. Gildy, napsaného v raném 12. století Caradokem z Llancarfanu, usmrtil Artuš Gildova bratra Hueila a vysvobodil svou ženu Gwenhwyfar (Guineveru) z Glastonbury. V příběhu Život svatého Cadoka, napsaném okolo roku 1100 Lifrisem z Llancarfanu, poskytuje světec svou ochranu muži, který zabil tři Artušovy vojáky, za což Artuš požaduje jako „krevní mzdu“ (wergeld) stádo dobytka. Cadoc je Artušovi předává, zvířata se však posléze změní ve svazek kapradí. Podobné příhody jsou popsány ve středověkých životopisech Carannoga, Padarna a Eufflama, pocházejících nejspíše ze 12. století. Za více pravděpodobné považují historici pak vyprávění o Artušovi v Legenda Sancti Goeznovii, která bývá datována do počátku 11. století (ačkoliv její nejstarší opis pochází z 15. století). Důležité jsou i zmínky o Artušovi v díle Williama z Malmesbury De Gestis Regum Anglorum a Hermanově De Miraculis Sanctae Mariae Laudensis, které jako první zmiňují domněnku, že Artuš ve skutečnosti nezemřel, nýbrž že se jednou vrátí („hypotéza o mesiášském návratu krále Artuše“), téma často zpracovávané v pozdním středověkém artušovském folkloru.

### Geoffrey z Monmouthu

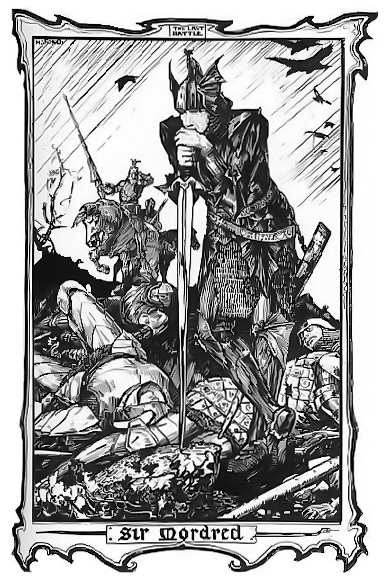
Mordred, podle Geoffreyho z Monmouthu Arturův poslední protivník, ilustrace H. J. Forda pro knihu Andrewa Langa Král Artuš: Příběhy kulatého stolu, 1902

První ucelené vyprávění o Artušově životě nalézáme v latinském díle Historia Regum Britanniae (Historie britských králů) Geoffreyho z Monmouthu. Toto dílo, dokončené pravděpodobně v roce 1138, je fiktivním popisem života králů Británie od legendárního uprchlíka z Tróje, Bruta Trojského, až po velšského krále Cadwaladra, vládnoucího v 7. století. Podle Monmoutha žil Artuš ve stejném období post-římského vývoje Británie, jako tvrdí Historia Brittonum a Annales Cambriae. V příběhu se objevuje Artušův otec, Uther Pendragon, jeho kouzelnický rádce Merlin a příběh Artušova početí, v němž Uther, Merlinovým kouzlem proměněný do podoby svého nepřítele Gorloise, stráví noc s jeho ženou Igraine na hradu Tintagel, přičemž Igraine počne Artuše. Po Utherově smrti nastupuje patnáctiletý Artuš na otcův trůn krále Británie a vybojovává řadu bitev, podobnou výčtu bitev v Historia Brittonum, vrcholící bitvou u Bathu. Následně poráží Pikty a Skoty a po dobytí Irska, Islandu a Orknejí vytváří artušovské impérium. Po dvanácti letech míru rozšiřuje impérium o Norsko, Dánsko a Gálii. V době dobytí je Gálie stále ještě ovládána římským impériem, takže jeho vítězství vede k dalším bojům proti Římu. Artuš a jeho válečníci, včetně Kaia (Kaye), Beduera (Bedivera) a Gualguana (Gawaina) poráží římského císaře Lucia Tiberia. Během příprav k tažení na Řím se však Artuš dozvídá, že jeho synovec Modredus (Mordred) se v Británii oženil s jeho manželkou Guenhuuarou (Guineverou) a uzurpoval trůn. Artuš se vrací do Británie, kde v bitvě u řeky Camblam v Cornwallu poráží a zabíjí Modreda. Sám je však smrtelně raněn. Předává korunu svému příbuznému Konstantinovi a je převezen na ostrov Avalon, aby byl vyléčen. Z Avalonu se však Artuš již nikdy nevrátí.

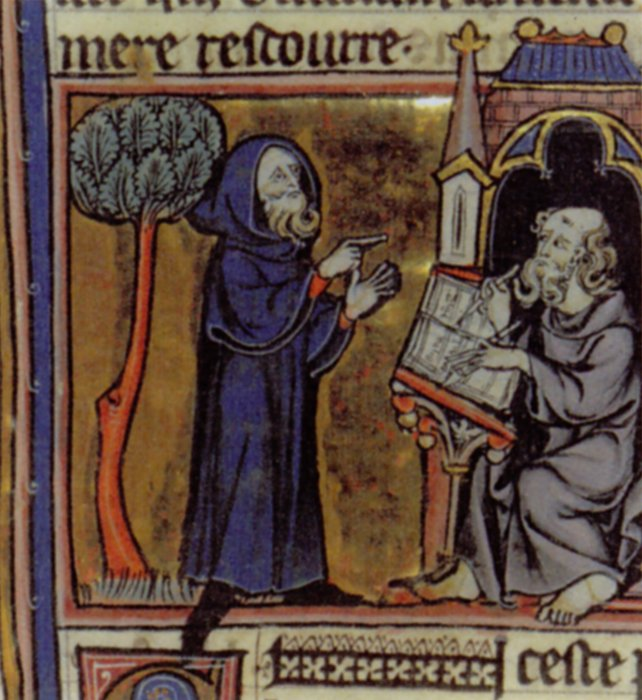
Čaroděj Merlin, cca 1300

Jak velká část tohoto příběhu je Monmouthovým vlastním dílem zůstává dodnes předmětem debaty. S jistotou víme, že se inspiroval seznamem dvanácti Artušových bitev proti Sasům v Historia Brittonum, bitvou u Camlannu z Annales Cambriae a myšlenkou, že Artuš stále žije snad z De Miraculis Sanctae Mariae Laudensis. Také Artušova role krále se zdá být vypůjčena z některého z dřívějších děl (např. Culhwch a Olwen, Velšské triády či středověká vitae). Kromě toho je mnoho prvků obsažených v Monmouthově vyprávění o králi Artušovi velmi blízkých příběhu Culhwch a Olwen. Náměty a témata věrnosti, cti, obrů, darů, kouzelných bytostí či únosu manželky hrají v obou příbězích významnou roli. Kromě toho si Monmouth vypůjčil některá jména postav z Culhwch a Olwen. Sir Kay pochází z „Kai“, sir Bedivere je odvozen z „Bedwyr“ a sir Gawain je ve velšském textu nazýván „Gwalchmei“. Také jména obou hlavních hrdinek nezapřou jistou podobnost – zatímco jméno Guinevere lze vyložit jako „Bílá víla“, Olwen znamená „Bílostopá“. Stejně tak jsou propojena jména označující Artušův majetek, členy rodiny a družiny. Dokonce i jméno meče Excalibru, Geoffreym z Monmouthu nazývaného Caliburnus, snad pochází z velšského Caledfwlch. Nicméně, ačkoliv jména, události a názvy snad byly vypůjčeny, současný velšský historik Brynley Roberts tvrdí, že „artušovská část [Historie] je Monmouthovým literárním výtvorem a z dřívějších textů neopisuje“. Například velšské jméno Medraut jím bylo přejato jako Modredus, obdobná negativní postava se však ve velšských textech objevuje teprve v 16. století. Ve 20. a na počátku 21. století převládal názor, že Historia Regum Britanniae je především Monmouthovým vlastním dílem. Odborníci se často s nadsázkou přiklánějí k poznámce vyslovené Williamem z Newburghu na konci 12. století, totiž že Geoffrey z Monmouthu vytvořil své historické dílo nejspíše jako následek své „nadměrné lásky k lhaní“. Jedním z odpůrců této hypotézy je současný anglický historik Geoffrey Ashe, který tvrdí, že Historia vychází ze ztraceného historického pramenu popisujícího skutky britského krále Riothama, žijícího v 5. století. Tato postava byla podle Ashe původním Artušem. Historici a keltologové jsou však ohledně tohoto tvrzení spíše zdrženliví.
Ať už byly jeho zdroje jakékoliv, nelze popřít velkou popularitu Monmouthovy Historie Regum Britanniae. Dodnes se dochovalo více než 200 opisů díla v latině, o překladech do jiných jazyků nemluvě. Jen ve velštině se dochovalo dalších zhruba 60 rukopisů, přičemž nejstarší z nich pocházejí ze 13. století. Právě tyto překlady byly dříve považovány za původní zdroj Geoffreyho z Monmouthu. Tento názor, prosazovaný některými sběrateli starožitností (například Lewisem Morrisem v 18. století) je nicméně v akademické oblasti na počátku 21. století považován za bezpečně vyvrácený. Důsledkem této obliby byl velký vliv, který měla Historia Regum Britanniae na pozdější středověký vývoj artušovské legendy. Ačkoliv Geoffrey z Monmouthu nemůže být považován za jediného autora postavy krále Artuše, mnoho jím poprvé použitých prvků bylo vypůjčeno a dále rozváděno (například postava Merlina, či konečný Artušův osud). Historia také vytvořila historický rámec, do nějž byly později vkládány romantické příběhy o kouzelných a pozoruhodných příhodách Artuše a jeho družiny.

### Romance

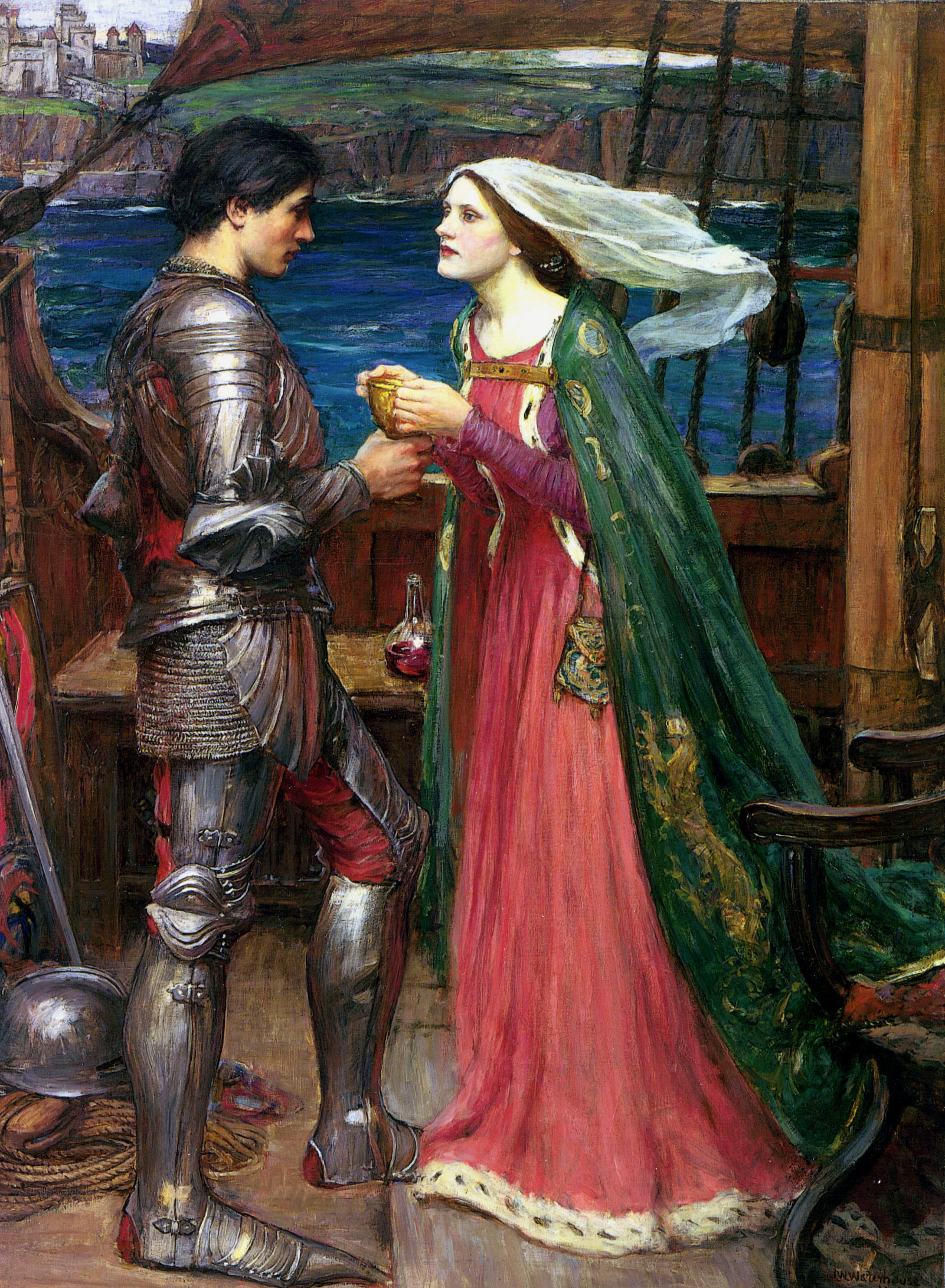
Během 12. století byla postava Artuše marginalizována díly soustřeďujícími se na artušovské "vedlejší příběhy", například Tristana a Isoldy. Ilustrace: John William Waterhouse, 1916

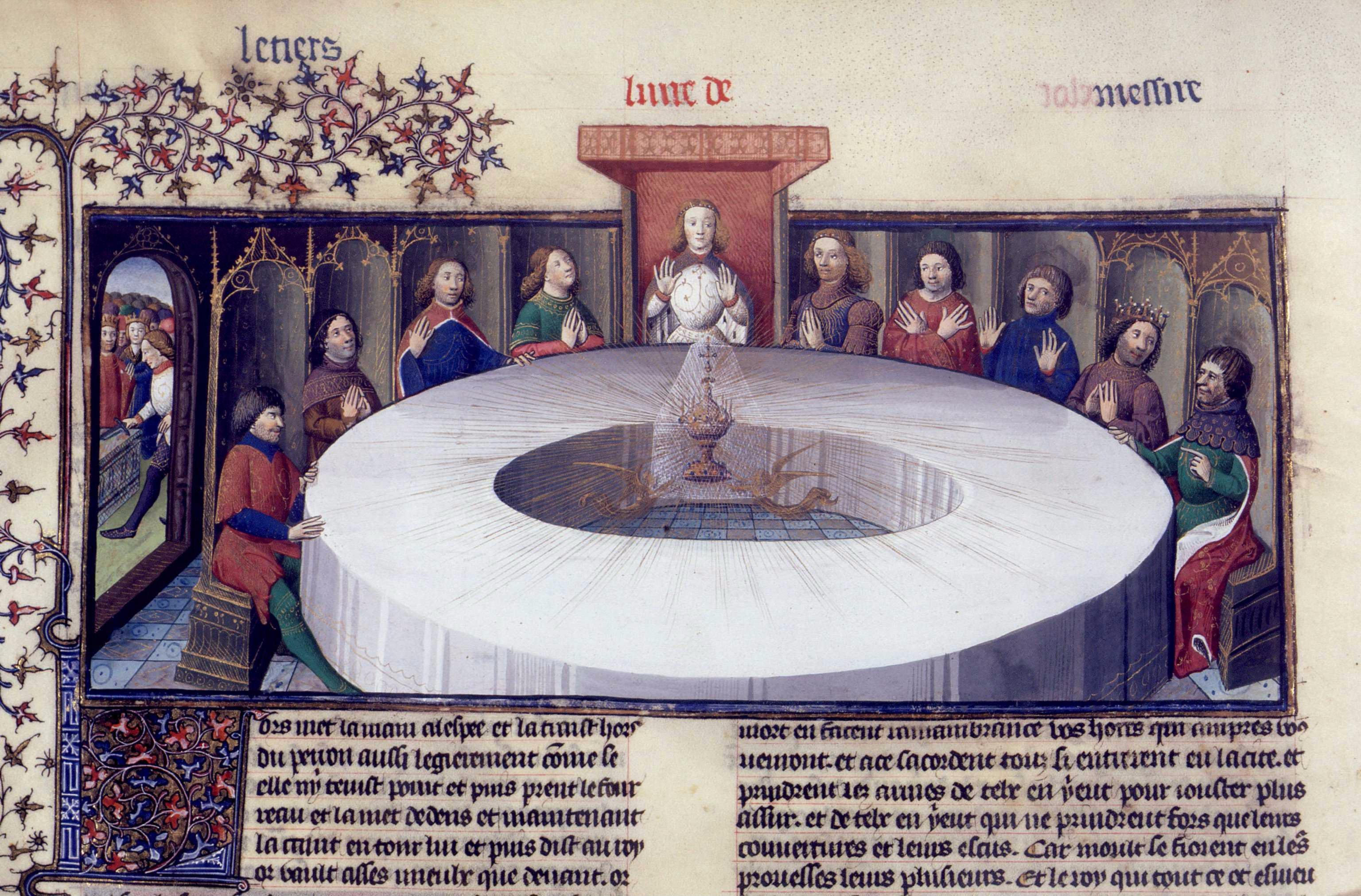
Rytířům kulatého stolu se zjevuje Svatý grál. Francouzský rukopis, 15. století.

Popularita Monmouthovy Historie a dalších z ní vycházejících děl (například Waceova Roman de Brut) významně podpořila vznik množství artušovských děl v kontinentální Evropě 12. a 13. století, především ve Francii. Samotná artušovská legenda však byla na evropském kontinentu známa již dříve (jak dokazuje například severní portál katedrály v Modeně, nebo používání "keltských" jmen a příběhů, neobsažených v Historii v artušovských romancích). Tato obliba vedla především k proměně role krále Artuše: artušovská díla 12. století – stejně jako pozdější středověké texty – se totiž nezaměřují ani tak na postavu Artuše, jako spíše na příběhy spojené s osudy Lancelota a Guinevery, Percivala, Galahada, Gawaina a Tristana a Isoldy. Zatímco v raných textech a Historii je Artuš centrem dění, v pozdějších romancích byl upozaděn. Charakter jeho postavy se také do značné míry mění. Zatímco v dřívějších textech býval zobrazován jako nelítostný válečník, smějící se, zatímco vlastnoručně vraždí čarodějnice a obry, a mající vůdčí roli ve všech vojenských podnicích, v kontinentálních romancích je zobrazován jako roi fainéant, "král-lenoch", jehož "nečinnost a povolnost představovaly zásadní nedostatek jeho jinak dokonalé společnosti". Artuš hraje v těchto textech často roli moudrého, důstojného, rozvážného, poněkud dobromyslného a občas chabého panovníka. To vede k tomu, že například v Mort Artu pouze zbledne a oněmí, když se dozví o poměru Lancelota a Guinevery; v díle Chrétiena de Troyes Yvain ou le Chevalier au lion nedokáže po hostině zůstat vzhůru a musí si jít zdřímnout. Nicméně – jak pozoroval Norris J. Lacy – navzdory jeho chybám a slabostem, vyobrazeným v těchto romancích, "jeho prestiž není nikdy – nebo téměř nikdy – jeho osobními slabostmi zpochybněna; [...] jeho autorita a sláva zůstávají nedotčeny."

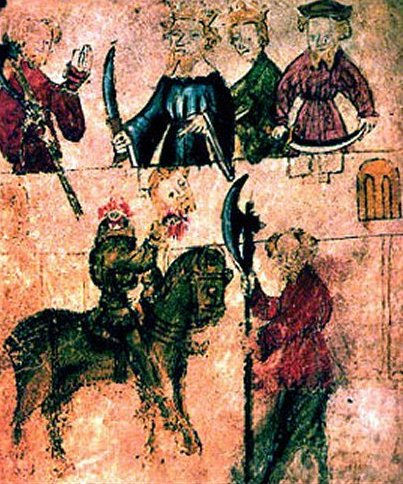
Artuš (nahoře uprostřed) v ilustraci k středověké anglické básni Sir Gawain a Zelený rytíř, pozdní 14. století

Artuš a jeho doprovod se objevují také v některých lais Marie de France, ale rozhodující vliv na výše popsaný vývoj postavy Artuše a artušovské legendy jako celku měla práce jiného francouzského básníka, Chrétiena de Troyes. De Troyes napsal mezi lety 1170 a 1190 pět artušovských romancí. Erec a Enide a Cligès jsou příběhy dvorské lásky s Artušovým dvorem tvořícím pozadí, ztělesňující posun od hrdinského světa, znázorněného ve velšských verzích legendy či díle Geoffreyho z Monmouthu. Yvain ou le Chevalier au lion popisuje nadpřirozené dobrodružství Yvaina a Gawaina, sám Artuš hraje pouze vedlejší roli. Za nejdůležitější pro vývoj artušovské legendy však bývá považováno dílo Lancelot, rytíř z Káry, poprvé vyprávějící o Lancelotovi a jeho poměru s Guineverou (navazujíce tak na již dříve použitý motiv podváděného Artuše), a Perceval a příběh Grálu, uvádějící do legendy motiv Svatého grálu a odsouvající krále Artuše do pozadí. De Troyes tak "zároveň napomohl rozvinutí detailů Artušovské legendy a zakotvení ideální formy pro rozmělnění téže"; mnoho textů vzniknuvších po jeho dílech bylo, co se zobrazení Artuše a jeho světa týče – vystavěno na základech položených právě jím. Perceval, se dočkal zvláštní obliby, a to i přesto, že nebyl dokončen. Během půlstoletí po něm vznikly čtyři různé texty (například Joseph d’Arimathe Roberta de Borona), které na něj navazovaly a dále rozvíjely příběh Svatého grálu a putování za ním. Podobně bylo navazováno i na příběh o Lancelotovi a Guinevere, který se stal jedním z klasických motivů artušovské legendy; postava Lancelota v prozaickém díle Lancelot (cca 1225) a pozdějších textech byla spojetím de Troyovy postavy a Lanzeleta Ulricha von Zatzikhoven. Zdá se dokonce, že dílo de Troyes zpětně ovlivnilo velšskou artušovskou literaturu – i v ní začal romantický Artuš nahrazovat původního hrdinského a jednajícího Artuše. Obzvláště významnou roli v tomto vývoji sehrály tři velšské artušovské romance, nápadně podobné dílům Chrétiena de Troyes (ač s několika podstatnými rozdíly): Iarlles y Ffynnon je propojenos Yvainem; Geraint ac Enid s Erec and Enide, a Peredur fab Efrawg s Percevalem.
Až do roku cca 1210, byla kontinentální artušovská romance psána výhradně v poetické formě. V první polovině 13. století však začala vznikat také díla prozaická. K nejdůležitějším prozaickým romancím 13. století patří cyklus Vulgáta, série pěti francouzských textů. Byly to texty Estoire del Saint Grail, Estoire de Merlin, Lancelot propre (prozaický Lancelot tvořil svým rozsahem více než polovinu celého cyklu), Queste del Saint Graal a Mort Artu, dohromady tvořící první ucelenou verzi artušovské legendy rozšířené o prvky uvedené Chrétienem de Troyes. Cyklus pokračoval v trendu odsunování Artuše do pozadí, částečně skrze uvedení postavy Galahada a rozšíření role Merlina. Cyklus také ustavuje roli Kamelotu (poprvé letmo zmíněného jako Artušovo hlavní sídlo v de Troyesově díle Lancelot, rytíř z Káry) a poprvé prezentuje Mordred jako plod Artušova incestního poměru s polorodou sestrou. Tato série byla brzy následována cyklem Post-Vulgáta (cca 1230–40), značně redukující význam poměru Lancelota a Guinevery. I zde byla nicméně nadále zmenšována roli krále Artuše, nyní ve prospěch putování za Grálem. V důsledku toho se Artuš stává v těchto francouzských prozaických romancích spíše vedlejší postavou; v samotném cyklu Vulgáta hraje významnější roli pouze v příbězích Estoire de Merlin a Mort Artu.
Vývoj středověkého artušovského cyklu a romantické postavy krále Artuše vyvrcholil v díle Le Morte d'Arthur Thomase Maloryho. V tomto díle z 15. století Malory shrnul celou artušovskou legendu. Svou knihu – původně nazvanou Úplná kniha o králi Artušovi a jeho vznešených rytířích Kruhového stolu – vytvořil na základě předchozích romantických verzí (především podle cyklu Vulgáta); zdá se, že cílem bylo vytvořit kompletní a směrodatnou sbírku artušovských příběhů. Následkem toho – a faktu, že Le Morte D'Arthur byla jedna z prvních tištěných knih v Anglii (vytištěna Williamem Caxtonem roku 1485) – většina pozdějších textů o králi Artušovi vychází právě z Maloryho díla.

## Král Artuš v umění
Artušovské legendy se staly inspirací pro dlouhou řadu uměleckých děl. Aranžované portréty připomínající dobu krále Artuše snímala také britská fotografka Julia Margaret Cameronová.

#### Geoffrey z Monmouthu
- kronika Historie králů Británie (Historia Regum Britanniae) - kolem r. 1135
- Merlinova proroctví (Prophetiae Merlini) kolem roku 1137

#### Thomas Malory
- Artušova smrt (Le Morte d'Arthur) - kolem roku 1471

#### William Morris
- The Defence of Guinevere, and other Poems – 1858

#### Alfred Tennyson
- Paní ze Shalott (The Lady of Shalott) – 1833–1842
- Idyly královské (Idylls of the King) – 1859–1885

#### Mark Twain
- Yankee z Connecticutu na dvoře krále Artuše (A Connecticut Yankee in King Arthur's Court) – 1889

#### Mary Stewartová – cyklus románů:
- Kouzelník Merlin (The Crystal Cave),
- Meč krále Artuše (The Hollow Hills),
- Okouzlený kouzelník (The Last Enchantment),
- Smrt krále Artuše (The Wicked Day)

#### Marion Zimmer Bradley
- Mlhy Avalonu (The Mists of Avalon) – 1986

#### Bernard Cornwell
- Kronika válečníkova (The Warlord Chronicles) – cyklus románů:
  - Zimní král (The Winter King)
  - Ostrov mrtvých
  - Nepřítel Boha (Enemy of God)
  - Excalibur (Excalibur: A Novel of Arthur)
  - Rytíři krále Artuše

### Hudba a divadlo
- Henry Purcell: King Arthur (1691)
- Richard Wagner: ParsifalParsifal (1882)
- Ernest Chausson: Le roi Arthus (1903)
- Rick Wakeman - The Myths and Legends of King Arthur and the Knights of the Round Table (1975)
- Monty Python's Spamalot (2004)
- Muzikál Excalibur (2003)

### Rozhlas
Michal Lázňovský starší - cyklus rozhlasových her Českého rozhlasu v režii Dimitrije Dudíka:
- Rytíři kulatého stolu (1998), tři části:
  - Merlin[93]
  - Artuš[94]
  - Kulatý stůl[95]
- Merlinův odkaz (2001, dvě části)[96]
- Rytíř Perceval a Svatý grál (2002, dvě části)[97]
- Rytíř Galahad a Svatý grál (2003, dvě části)[98]

### Film
- Monty Python a Svatý Grál (1975)
- Excalibur (1981)[99]
- První rytíř (1995)[100]
- Král Artuš (2004)
- Poslední legie (2007)
- Shrek Třetí (2007)
- Král Artuš: Legenda o meči (2017)[101]

### Televize
- Merlin of the Crystal Cave (1991)[102]
- Merlin (1998)
- Merlin (2008)
- Camelot (2011)[103]